# Nazionale femminile di hockey su prato del Messico
La nazionale di hockey su prato femminile del Messico è la squadra femminile di hockey su prato rappresentativa del Messico ed è posta sotto la giurisdizione della Federacion Mexicana De Hockey.

## Partecipazioni

### Mondiali
- 1974 – 10º posto
- 1976 – 7º posto
- 1978 – non partecipa
- 1981 – 11º posto
- 1983 – non partecipa
- 1986 – non partecipa
- 1990 – non partecipa
- 1994 – non partecipa
- 1998 – non partecipa
- 2002 – non partecipa
- 2006 – non partecipa
- 2010 – non partecipa
- 2014 – non partecipa
- 2018 – non partecipa

### Olimpiadi
- 1980-2008 - non partecipa

### Champions Trophy
- 1987-2009 - non partecipa

### Coppa panamericana
- 2001 - 6º posto
- 2004 - non partecipa
- 2009 - 6º posto